# Bill Takas
William „Bill“ Takas (* 5. März 1932 in Toledo, Ohio; † 8. November 1998 in New York City, New York) war ein US-amerikanischer Jazzmusiker (Kontrabass, E-Bass), der vor allem durch seine langjährige Zusammenarbeit mit Bob Dorough bekannt wurde.
Takas spielte ab Mitte der 1950er-Jahre in der Begleitband von Bob Dorough; erste Aufnahmen mit dem Sänger entstanden 1956 in New York City (Devil May Care, Bethlehem Records). In den folgenden Jahren arbeitete er außerdem mit dem Frank Socolow Sextet, Nat Pierce, Tal Farlow, Dan Terry und Pee Wee Russell, in den 60ern u. a. mit der Gerry Mulligan Concert Jazz Band und den Bands von Cy Coleman, Don Elliott, Benny Goodman, Doc Severinsen und Les DeMerle. 1962 gastierte er mit Ruby Braff auf dem Newport Jazz Festival. Von den 70er- bis Ende der 90er-Jahre arbeitete er weiterhin mit Bob Dorough, im Duo (Beginning to See the Light, 1976), im Trio (zu hören auf Devil May Care II, mit Al Levitt sowie Right On My Way Home (1979) mit Grady Tate), mit Gastsolisten wie Art Farmer und Phil Woods sowie in der All-Stars-Formation Children of All Ages (u. a. mit Randy Brecker, Lew Tabackin, Arnie Lawrence, Pat Rebillot, Ron McClure, Buzzy Linhart und Bill Goodwin). Zusammen mit Dorough legte er 1995 ein Charlie-Parker-Tributalbum (PHililogy) vor. Im Bereich des Jazz war er zwischen 1956 und 1997 an 37 Aufnahmesessions beteiligt.